# Peace Sign
Peace Sign è il quarto singolo del cantante giapponese Kenshi Yonezu, pubblicato da Sony Music il 21 giugno 2017. È stato utilizzato come prima sigla di apertura della seconda stagione della serie televisiva anime My Hero Academia.

## Contesto e pubblicazione
Nella primavera del 2016 Kenshi Yonezu ha pubblicato una demo della canzone. Successivamente Yonezu ha accettato un'offerta ricevuta dai produttori di My Hero Academia, i quali gli hanno chiesto di usufruire della sua musica.
Uno dei lati B, Yumekui shōjo, è una cover di Shajō no yumekui shōjo, canzone Vocaloid di Yonezu pubblicata sotto il nome Hachi nel 2010. Il cantante inizialmente era riluttante all'idea di fare una cover personale delle canzoni che aveva pubblicato usando Vocaloid, ma in seguito ha pensato che potesse andare bene. Yumekui shōjo è un brano più lento rispetto all'originale.
Peace Sign è stato pubblicato durante la prima trasmissione della seconda stagione di My Hero Academia. La versione utilizzata durante la trasmissione è stata pubblicata come "Peace Sign (TV edit.)" sui servizi di distribuzione musicale il 29 aprile 2017. Essa è un arrangiamento che utilizza di più il ritornello rispetto alla versione registrata sul singolo. Quest'ultimo invece è stato pubblicato il 21 giugno 2017, con tre versioni: la versione normale, la "versione Peace", che comprendeva anche un DVD contenente l'apertura senza crediti di My Hero Academia, e la "versione Hero", che includeva una speciale carta collezionabile raffigurante Izuku Midoriya, il personaggio principale di My Hero Academia. Le copertine di queste ultime due versioni sono state disegnate da Yonezu in persona. La prima pubblicazione, indipendentemente dalla versione, conteneva richieste anticipate per i biglietti del tour live di Yonezu, Fogbound, iniziato a novembre dello stesso anno.

## Tracce
Testi di Kenshi Yonezu.
1. Peace Sign (ピースサイン?) – 3:57
2. Neighbourhood – 3:57
3. Yumekui Shōjo (ゆめくいしょうじょ?) – 4:43
4. Peace Sign (Instrumental) – 3:55

Durata totale: 16:32

## Formazione
- Kenshi Yonezu – voce (tracce 1–3), chitarra (tracce 2–3)
- Yōhei Makabe – chitarra (traccia 1)
- Yū Sutō – basso (tracce 1–2)
- Teru Horimasa – batteria (tracce 1–3)
- Ichiyo Izawa – pianoforte (traccia 3)